# Stanislas Lépine
Pour les articles homonymes, voir Lépine.
Stanislas Victor Edmond Lépine, né le 3 octobre 1835 à Caen (Calvados) et mort le 28 septembre 1892 dans le 18e arrondissement de Paris , est un peintre français paysagiste qui a beaucoup peint Paris et la Seine, ainsi que la Normandie.

## Biographie
Stanislas Lépine est le fils de Stanislas-Edmond-Louis Lépine, ébéniste, âgé de 20 ans, et de Marie-Louise Hérier.
Il commence sa carrière artistique à la manière du peintre de marines Johan Barthold Jongkind et se spécialise dans le rendu de vues nautiques comme les Voiliers de la rade de Caen.
Il s'installe à Paris en 1855 à Montmartre et y passe toute sa vie. Il habite successivement au no 20 chaussée de Clignancourt (rue de Clignancourt aujourd'hui), puis rue des Rosiers, rue de la Fontenelle (1870-1887) (ces deux rues forment depuis 1907 la rue du Chevalier-de-La-Barre) et enfin au no 18 rue de Clignancourt.
En 1859, il fait ses débuts au Salon où il exposera jusqu'en 1880. Il présente alors Port de Caen, Effet clair de lune. Il se marie à la même période avec une amie d'enfance Marie-Odile-Emilie Dodin
En 1860, il entreprend un apprentissage plus professionnel dans l'atelier de Jean Baptiste-Camille Corot dont il copie certains tableaux. Il rencontre alors Henri Fantin-Latour (1836-1904) dont l'amitié s'accompagnera à plusieurs reprises d'une aide financière.
En 1861 son envoi au Salon est rejeté, mais son Pont des Invalides est accepté en 1863.
Devenu un ami de Corot, vivant à l’écart du milieu officiel, c’est grâce au soutien du comte Doria qu’il peut continuer à peindre. Avec Adolphe-Félix Cals, le comte les prend sous sa protection, et les accueille dans son château d'Orrouy.
Chez Corot, il développe un style personnel, à mi-chemin entre l'esprit pastoral des compositions de son maître, et les paysages atmosphériques des impressionnistes : La Rue Saint Vincent, vers 1875 (Musée d'Orsay), le Montmartre de 1878,  et Paris, le pont des Arts de 1880. 
À partir de 1870, Durand-Ruel commence à s'intéresser à son travail, et il participe à l'exposition que celui-ci organise à Londres en 1871. Mais la grave crise économique qui sévit de 1873 à 1879 contraint le marchand à interrompre ses achats. 
Il n'a jamais égalé la popularité de ses confrères contemporains, mais il est invité à participer à la première exposition impressionniste en 1874 où il expose trois vues de Paris dont Bords de Seine. Il s'éloigne cependant du groupe craignant que le scandale qui entoure leurs manifestations ne porte préjudice au bon déroulement de sa carrière et préfère présenter ses œuvres au Salon. 
Il poursuit son œuvre solitaire selon les trois axes qu'il explore depuis ses débuts : les vues de Paris, celles de ses environs et les toiles représentants les côtes et les villages normands. Pour survivre, l'artiste organise la première vente aux enchères de ses œuvres en 1874. Il met trente-quatre tableaux en vente à l'Hôtel Drouot en 1874, et l'année suivante vingt-trois toiles sont vendues aux enchères et lui rapportent une somme raisonnable pour l'époque.
Dans les années 1880, on observe un tournant dans les sujets représentés comme dans Noces à Saint-Étienne-du-Mont. Il peint une série de vues de parcs et jardins parisiens (Trocadéro, Luxembourg, Tuileries) où il manifeste un intérêt pour l'anecdote, très inhabituel chez lui jusqu'alors : couples se promenant, écoliers jouant, des nounous avec de jeunes enfants, etc. 
Il participe régulièrement au Salon des artistes français de 1881 à 1889. Son talent est enfin reconnu en 1884 où il obtient au Salon une mention "honorable". Pour le tableau La Seine à l'Estacade, exposé au Salon de 1885, il a réalisé de nombreuses petites toiles préparatoires que l'on retrouvent aujourd'hui au Walters Art Museum à Baltimore, au Norton Simon Museum à Pasadena et dans une collection privée
Il meurt le 28 septembre 1892 dans son appartement parisien et ses obsèques ont lieu à l'église Saint-Pierre de Montmartre. Il a été enterré au Cimetière parisien de Saint-Ouen (concession provisoire).

## Œuvre
Consciemment ou non, Lépine est le chroniqueur le plus complet de la vie sur la Seine à Paris et dans ses environs depuis les années 1860 jusqu'à sa mort en 1892. De Charenton et Bercy à l'est de la capitale jusqu'à Sèvres, les nombreuses vues de Lépine sur La Seine propose une mini-histoire des modèles parisiens de travail et de loisirs.
Son œuvre se divise en petites pochades, souvent peintes sur de petits panneaux, et en grandes peintures de salon concoctées en atelier, mesurant souvent jusqu'à 110 x 170 cm. Il peint aussi beaucoup de toiles de taille moyenne comme la Vue du pont de Sèvres du Musée Thyssen-Bornemisza.
Il peint environ une cinquantaine de vue des rues de Montmartre. Mais comme le dit Coriolis, alias Georges Lecomte, il peint « non pas le Montmartre bruyant des boulevards extérieurs, mais les cours isolées, retirées, les vieux murs, les venelles à jardinets et à lanternes, à passants rares… ». Il fait partie de ceux qui viennent rechercher à Montmartre la fraîcheur du petit village provincial qui vit encore au rythme des saisons, de la traite des chèvres et des vaches, où les légumes et les fleurs se cueillent au jardin et ne s'achètent pas à l'étal du marchand. Les fiacres et les coches ne montent pas encore la Butte. Dans ses toiles, les rues respirent le calme et la douceur de vivre. Il peint la rue Cortot, la rue des Saules vers 1872, la rue de l'Abreuvoir, la rue Saint Vincent vers 1875.
Dans ses paysages au sein desquels la figure humaine est souvent pratiquement exclue ou réduite à l'état de pictogramme, il se situe dans la lignée des évocations poétiques de Camille Corot, mais transplantées dans un décor contemporain et urbain.
Sa palette est aussi plus claire que celle des peintres de l'école de Barbizon. Il joue de tons gris délicats qui lui suffisent pour noter avec exactitude la qualité de la lumière et il fait partie de ceux avec Eugène Boudin, Adolphe-Félix Cals et Johan Barthold Jongkind, qui préparent la voie aux impressionnistes.

Œuvres de Stanislas Lépine
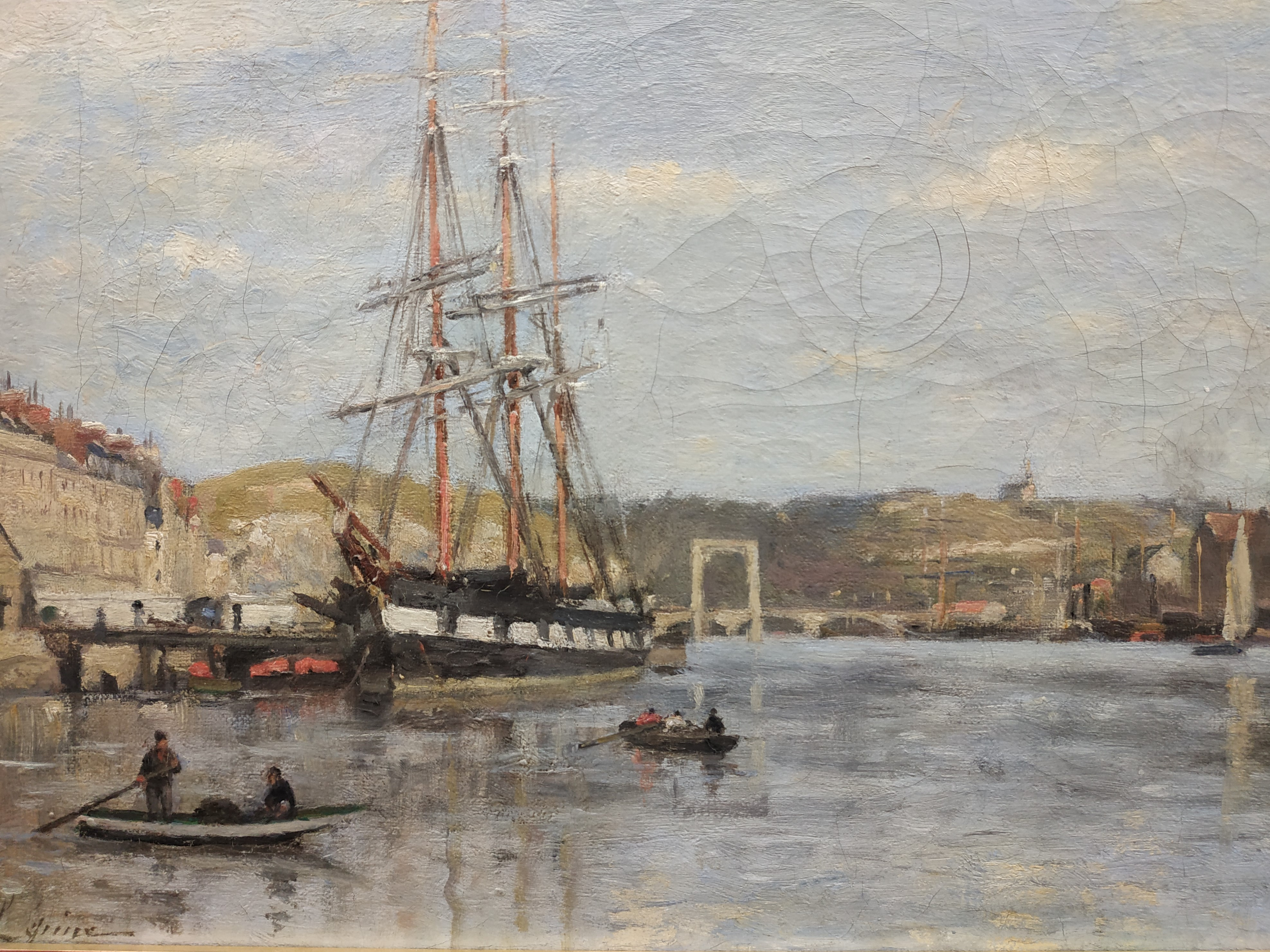
Voilier à Rouen (ap. 1850), Aix-les-Bains, Musée Faure
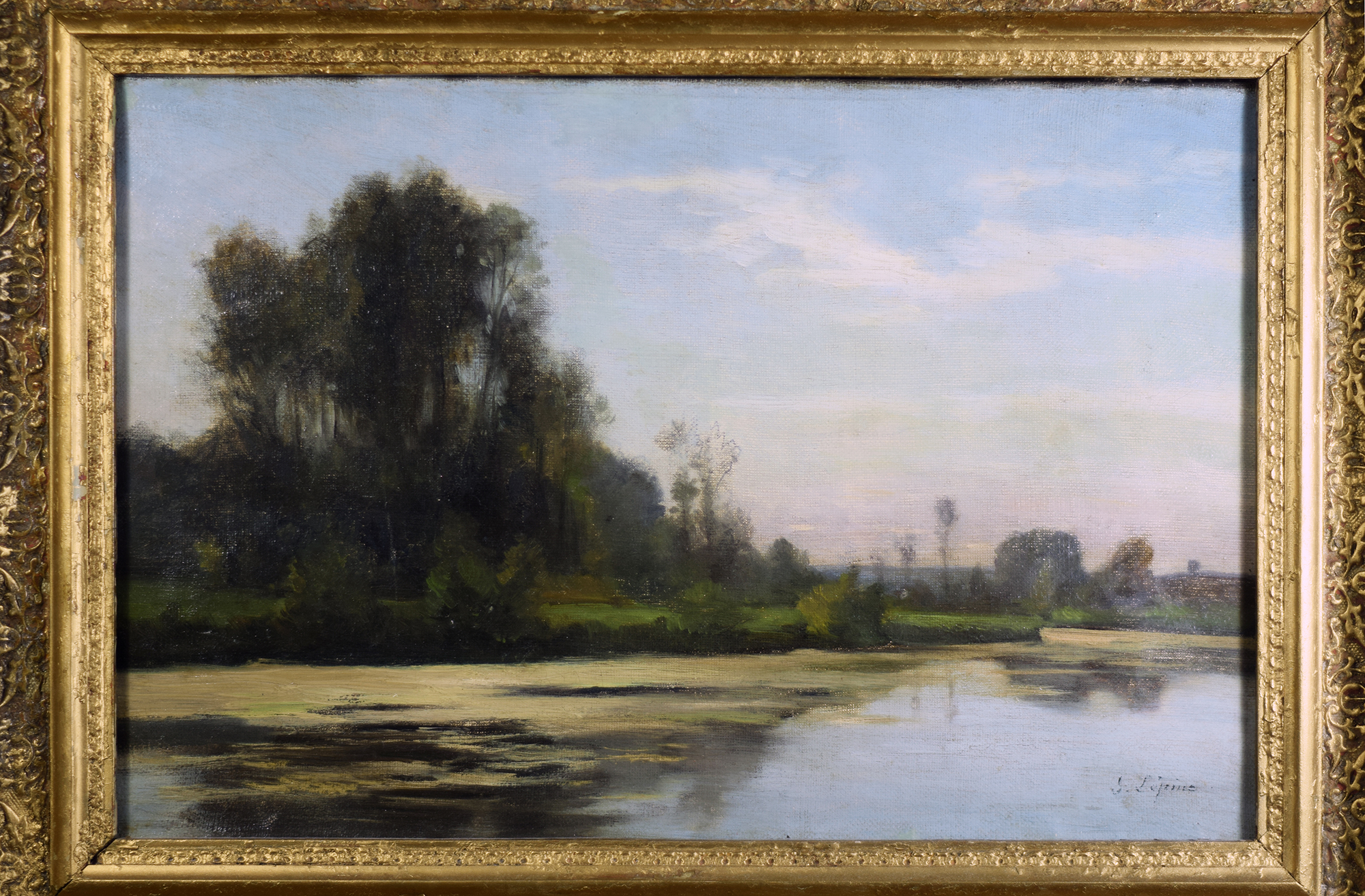
La Seine à Poissy, Paris, collection particulière
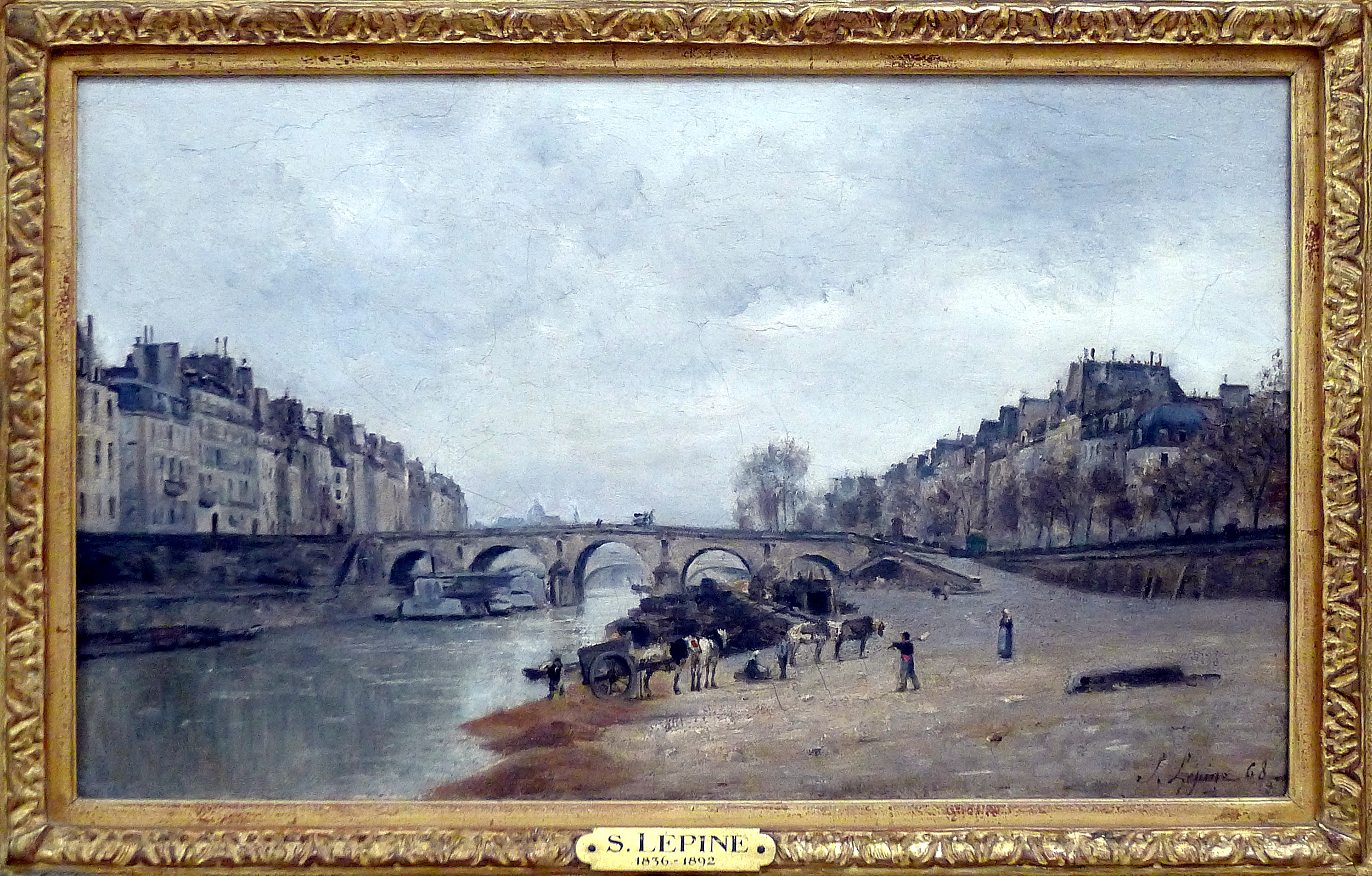
Quai de Seine, Pont Marie, à Paris (1868), Paris, musée d'Orsay
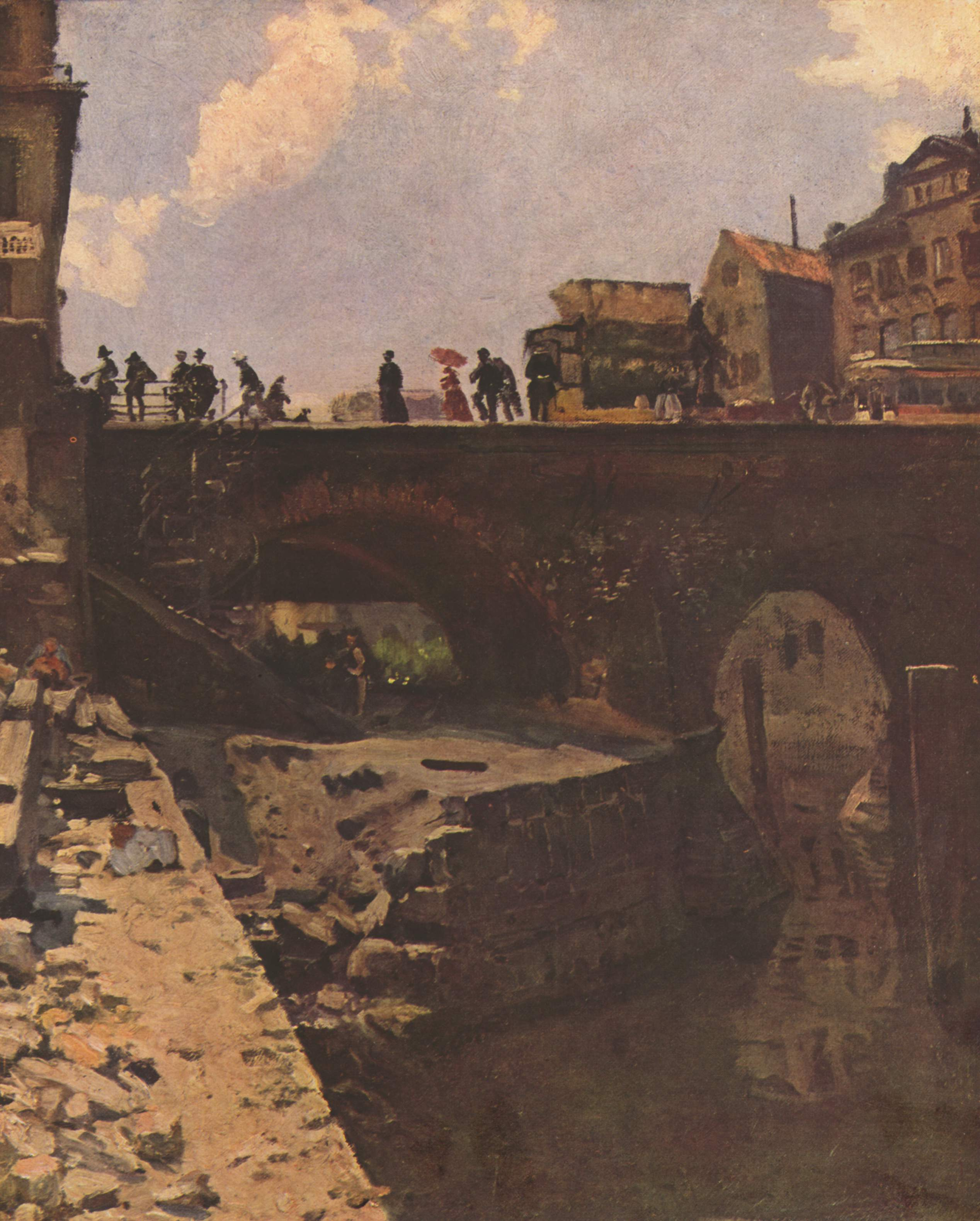
Pont dans une ville française (1870), Vienne, Österreichische Galerie Belvedere
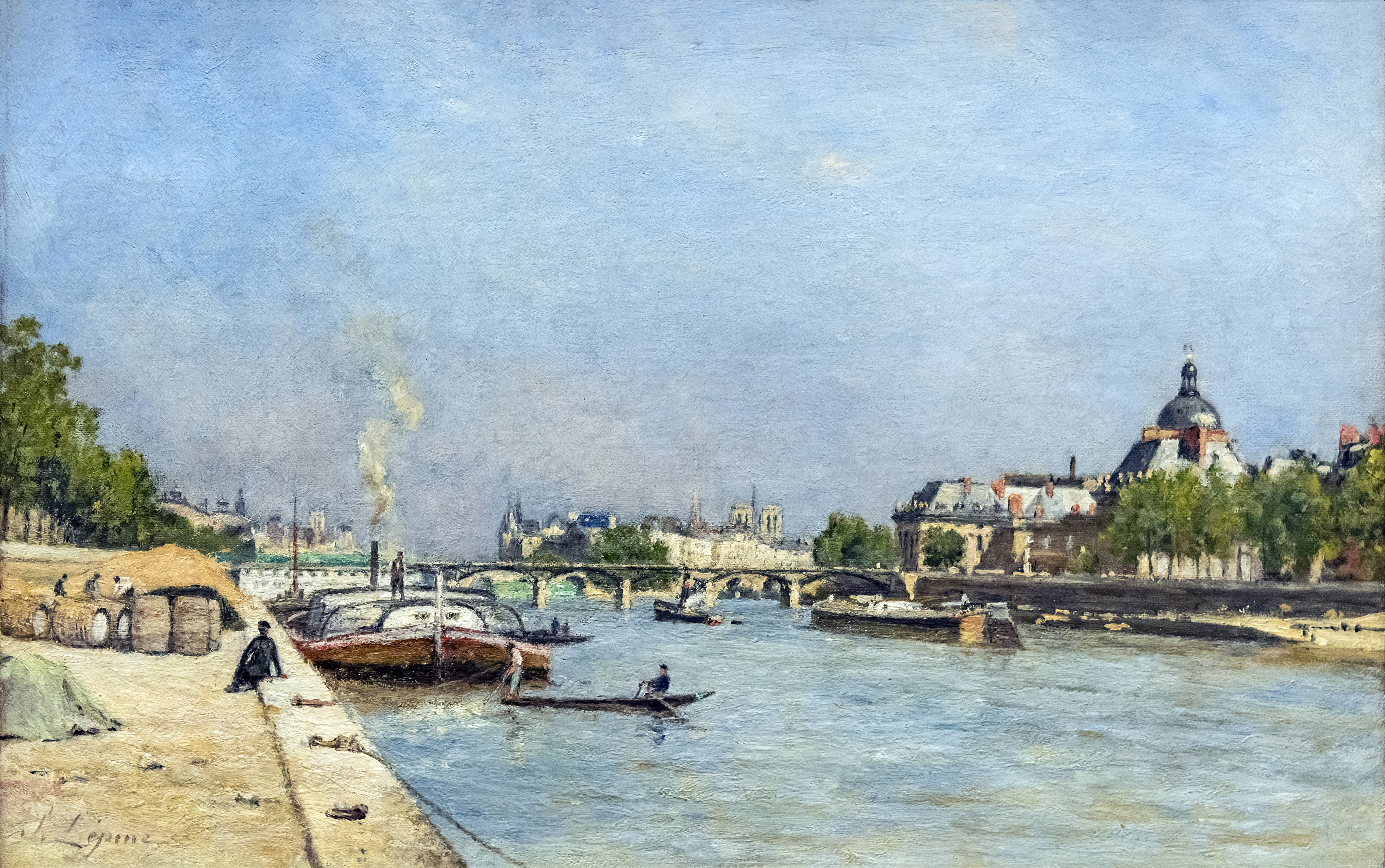
Paris, le pont des Arts, Fondation Bemberg Toulouse
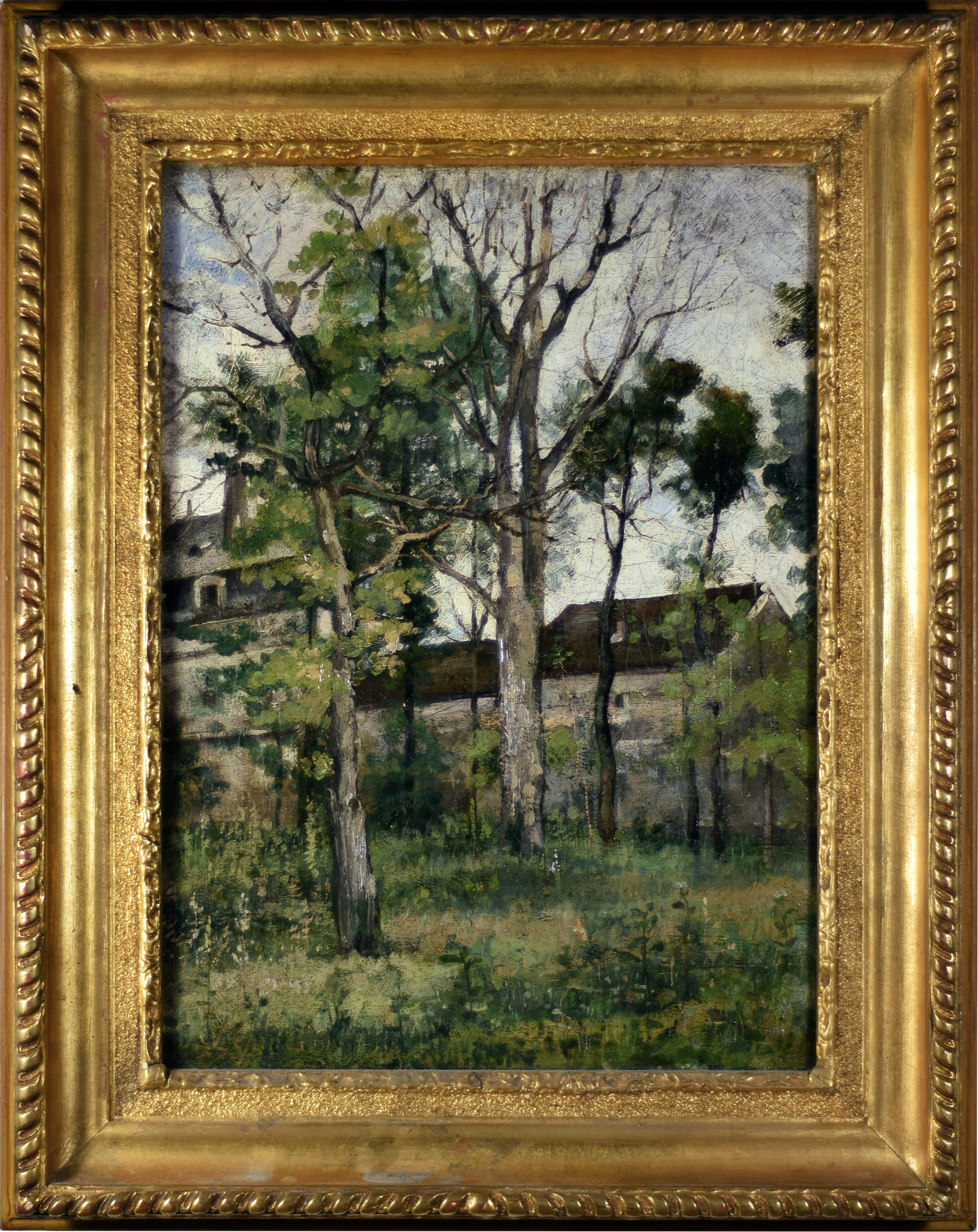
Maisons dans les bois, Paris, collection particulière
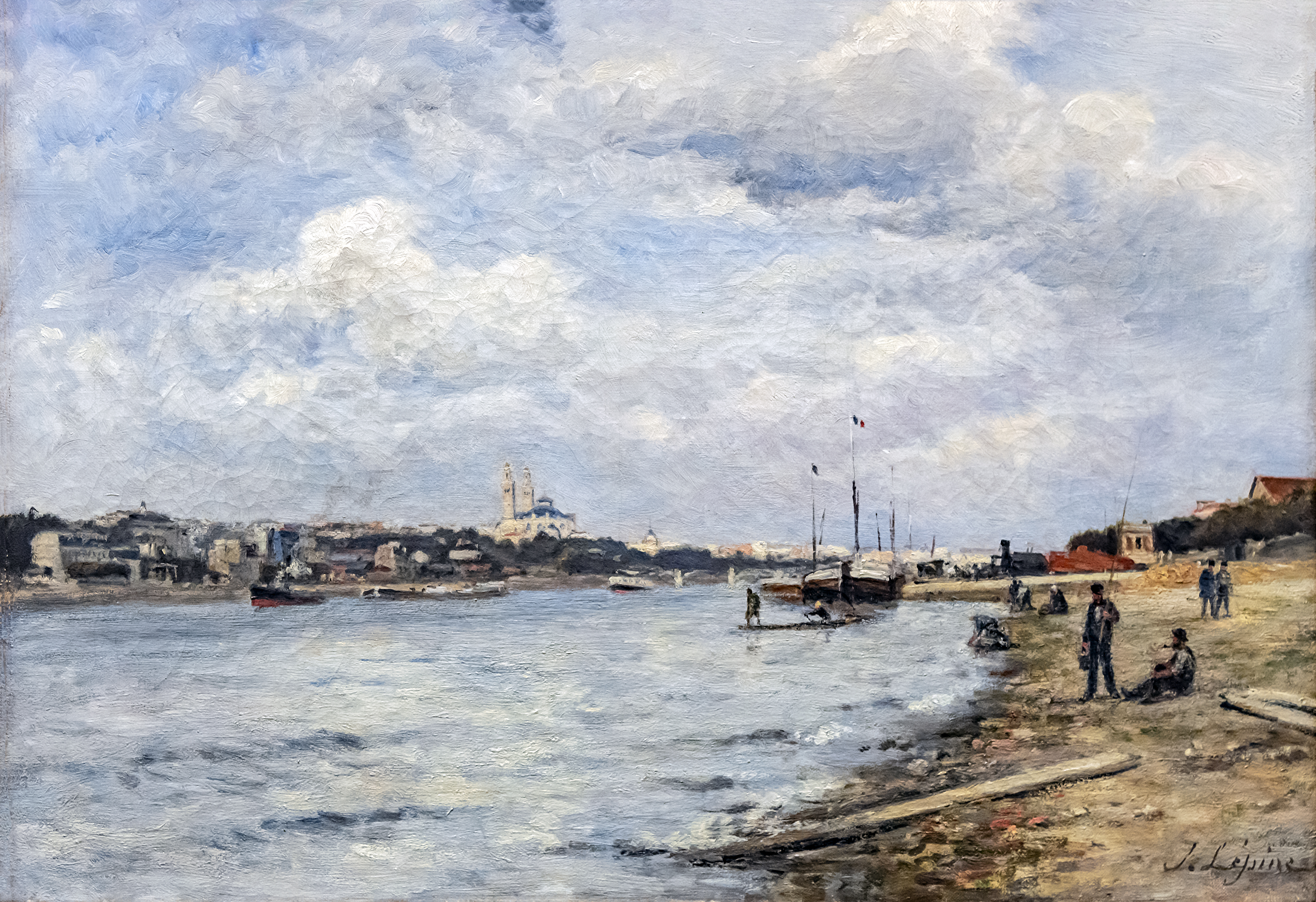
Vue de la Seine et du Trocadéro - Le pont de Grenelle, Fondation Bemberg Toulouse
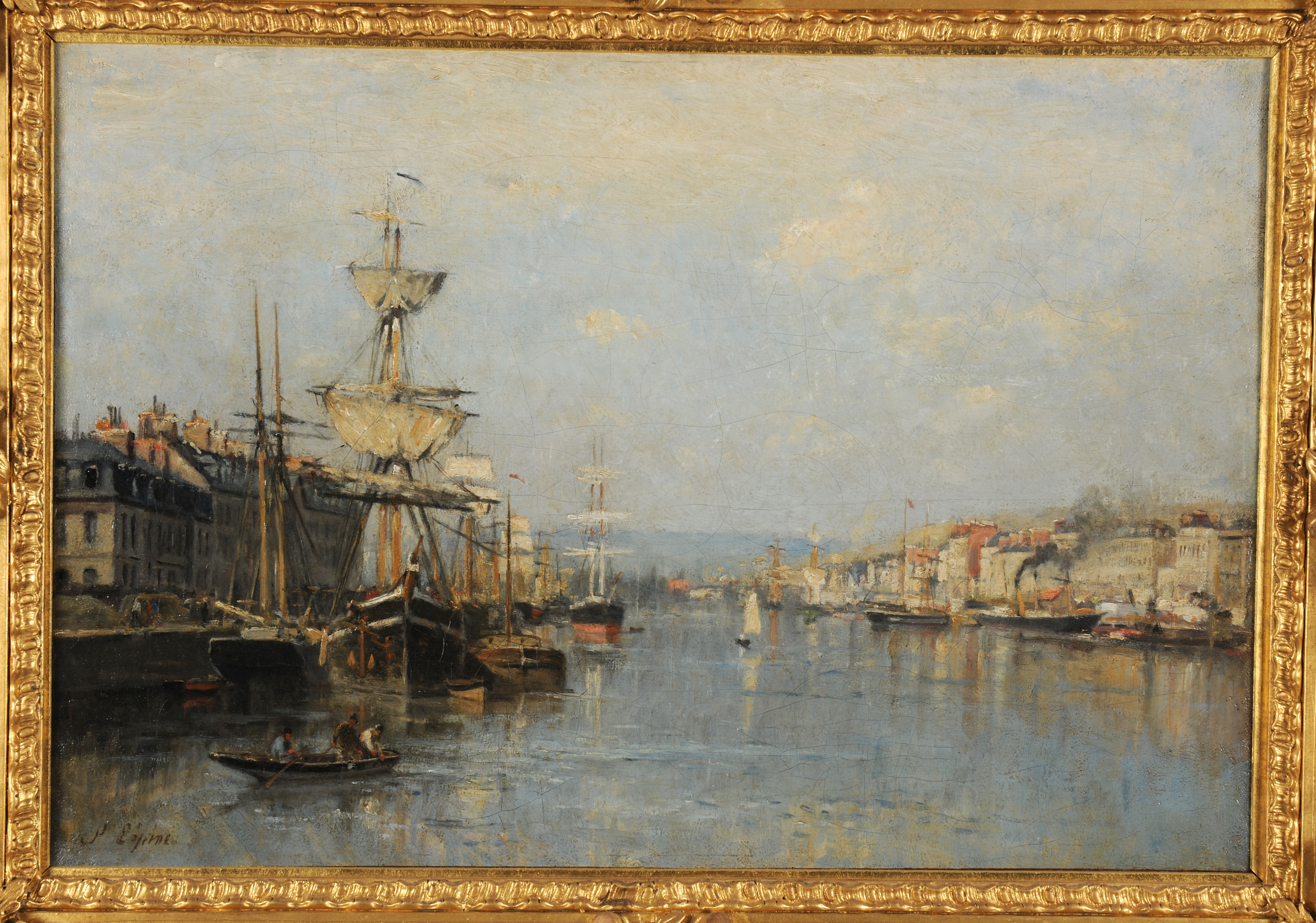
Le Port de Rouen, Musée des Beaux-arts de Reims

### Sources
- Nécrologie dans la revue Encyclopédique Larousse, 1892, p.1771.
- Encyclopédie Larousse.